# Tetrametilstagno
Il tetrametilstagno o tetrametilstannano è il composto metallorganico con formula molecolare (CH3)4Sn o SnMe4. È il più semplice dei composti tetraalchilstagno e uno dei più semplici composti organo-stagno. Nella sua molecola l'atomo di stagno è al centro di un tetraedro, con i quattro metili ai vertici e in tal senso è un analogo 'pesante' del neopentano, dopo SiMe4 e GeMe4.
In condizioni normali è un liquido incolore, volatile e quasi inodore, ma tossico; è praticamente insolubile in acqua, ma solubile in solventi organici, come solfuro di carbonio e tetracloruro di carbonio. Il composto viene usato industrialmente come intermedio nella sintesi di altri composti organo-stagno; può essere usato anche per la metilazione di alogenuri organici e inorganici.
Il tetrametilstagno è lo standard di riferimento per la risonanza magnetica nucleare dello stagno (119Sn-RMN).

## Sintesi
Il tetrametilstagno viene preparato partendo da tetracloruro di stagno, alchilandolo con reattivi di Grignard come lo ioduro di metilmagnesio:
{\displaystyle {\ce {SnCl4 + 4 CH3MgI -> (CH3)4Sn + 4 MgICl}}}

## Usi

### Precursore di composti metilstagno
Il tetrametilstagno è usato per produrre cloruro di trimetilstagno (CH3)3SnCl e altri alogenuri di metilstagno, a loro volta utili per ottenere altri composti organici dello stagno. A tale scopo (CH3)4Sn e SnCl4 sono fatti reagire a temperature tra 100 °C e 200 °C per ottenere (CH3)3SnCl:
{\displaystyle {\ce {3 (CH3)4Sn + SnCl4 -> 4 (CH3)3SnCl}}}
Un'altra possibilità è far reagire (CH3)4Sn con cloruro di mercurio(II):
{\displaystyle {\ce {(CH3)4Sn + HgCl2 -> (CH3)3SnCl + CH3HgCl}}}
Vari composti metilstagno sono usati come precursori per ottenere stabilizzanti per polivinilcloruro (PVC).

### Funzionalizzazione di superfici
Il tetrametilstagno si decompone in fase gassosa a circa 277 °C; i vapori di (CH3)4Sn reagiscono con la silice producendo legami (CH3)3Sn-silice:
{\displaystyle {\ce {(CH3)4Sn + #SiOH -> #SiOSn(CH3)3 + CH4}}}
Questa reazione si può fare anche con altri sostituenti alchilici. In un processo simile il tetrametilstagno è stato usato per funzionalizzare alcune zeoliti a temperature fino a -90 °C.

### In sintesi organica
Il tetrametilstagno reagisce con gli alogenuri acilici per formare metil chetoni:
{\displaystyle {\ce {(CH3)4Sn + RCOCl -> (CH3)3SnCl + RCOCH3}}}

## Tossicità / Indicazioni di sicurezza
Il composto è disponibile in commercio; è facilmente infiammabile e forma miscele esplosive con l'aria. È fortemente tossico e può essere fatale per ingestione, per contatto con la pelle o per inalazione. È fortemente tossico anche per gli organismi acquatici.